# Mahabir Pun

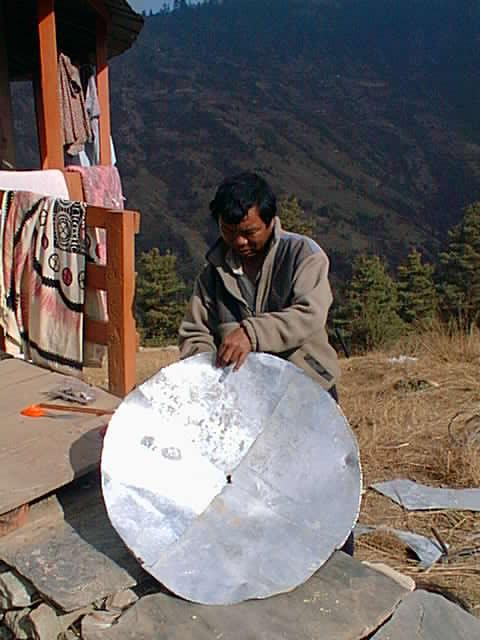
Mahabir Pun mit einer selbstgebauten Satellitenschüssel in Nepal

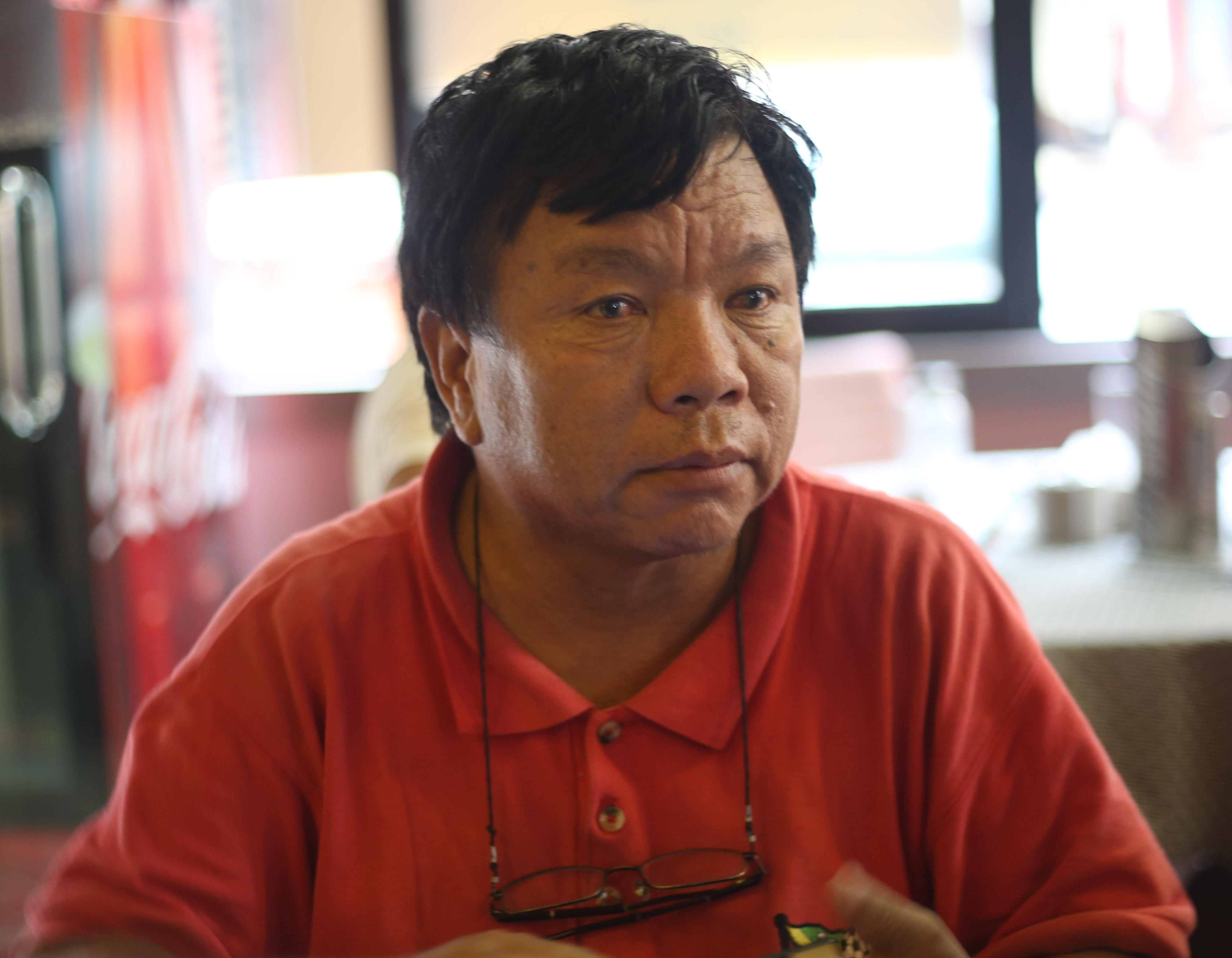
Mahabir Pun

 Mahabir Pun  (* 22. Februar 1955 in Myagdi, Nepal) ist ein nepalesischer Lehrer, Aktivist und Unternehmer. Er wurde 2014 in die Internet Hall of Fame aufgenommen.

## Leben und Werk
Pun besuchte in seinem Geburtsort Nangi im Distrikt Myagdi eine Dorfschule ohne Papier, Bleistifte oder qualifizierte Bücher. Traditionell hatten die Einheimischen keine Ausbildung und die meisten Männer schlossen sich der britischen Gurkha-Armee an. Seine Familie zog in die südlichen Ebenen Nepals und investierte die gesamten Ersparnisse in seine Ausbildung. Nach dem Abitur arbeitete er etwa 12 Jahre lang als Lehrer an vier Schulen und unterstützte gleichzeitig die Ausbildung seiner Geschwister. 1989 erhielt er nach zahlreichen Bewerbungen an britischen und US-amerikanischen Universitäten ein Teilstipendium an der University of Nebraska in Kearney (Nebraska). 1996 schloss er mit einem Bachelor-Abschluss in Naturwissenschaften sein Studium ab und kehrte in sein Heimatdorf Nangi zurück. Er erkannte den entscheidenden Bedarf an nachhaltiger Bildung und gründete eine weiterführende Schule, die als Modell für die lokale Bildungs- und Wirtschaftsentwicklung diente. Diese Himanchal High School legte einen besonderen Schwerpunkt auf Computererziehung. Um Geld für den Schulbetrieb und die Schaffung von Arbeitsmöglichkeiten für die Dorfbewohner zu generieren, startete er mehrere Projekte in seinem Dorf und den umliegenden Dörfern, wie Yak- und Kaninchenfarm, Käse- und Marmeladenherstellung, einen Campingplatzbetrieb und viele andere. Da es in dieser Region keine Telefone oder modernen Kommunikationssysteme gab, musste er mehrere Stunden von einem Dorf zum nächsten laufen, um mit den Menschen zu kommunizieren. Er kehrte an die University of Nebraska zurück, um 2001 einen Master in Educational Administration zu erwerben. Während seines Aufenthalts in den Vereinigten Staaten von Amerika hatte er erkannt, dass die Informationstechnologie das Bildungssystem und die Wirtschaft seines Dorfes verändern kann, und er hatte Kurse besucht, um die Fähigkeiten zu erwerben, die für den Zusammenbau, die Renovierung und die Verwendung von Computern erforderlich sind. Bei seiner Rückkehr nach Nepal setzte er sich erfolgreich für die Spende gebrauchter Computer aus Japan, Malaysia, Australien, Singapur und den USA ein.  Er erteilte Schülern und Mitlehrern Computerkurse, aber es erwies sich als unmöglich, eine Telefonverbindung zur nächstgelegenen Stadt und zum Internet herzustellen. Daher schickte er eine E-Mail an die British Broadcasting Corporation, die sein Dilemma bekannt machte. 2001 halfen ihm Spender und Freiwillige, eine drahtlose Verbindung zwischen Nangi und dem Nachbardorf Ramche herzustellen, indem sie kleine handgefertigte, in Bäumen montierte Fernsehantennen verwendeten. Weitere Spenden führten bald zum Bau improvisierter Bergstationen und einer Verbindung nach Pokhara. 2002 gründete er das Nepal Wireless Networking Project, um mithilfe von Funktechnologie ein lokales Kommunikationsnetzwerk aufzubauen und Menschen in den Himalaya-Gemeinden miteinander zu verbinden. Sein Ziel war es, das Internet in die ländlichen Schulen zu bringen, die digitale Kompetenz zu fördern und die Qualität der Bildung zu verbessern. 2003 hatte Nangi eine drahtlose Verbindung zum Internet. Später verteilte er aus dem Ausland gespendete gebrauchte Computer an anderen Schulen in anderen Dörfern und begann mit der Entwicklung eines drahtlosen Fernlernprojekts. Sein Fernunterricht und seine Online-Bildungsdienste waren der erste Versuch den Mangel an qualifizierten Lehrern in Nepal durch Technologie zu bekämpfen. Bis 2006 waren 13 Bergdörfer mit einem Wi-Fi-Netzwerk und dem Internet verbunden. Seitdem hat er das Netzwerk und die Dienstleistungen auf über 175 abgelegene Dörfer in 15 Distrikten Nepals ausgeweitet. Heute nutzen diese Dörfer das Internet für E-Learning, E-Healthcare, lokalen E-Commerce, Community-Diskussionen, Geldtransfers und Wetterüberwachung. Er erhielt zahlreiche nationale und internationale Auszeichnungen und Anerkennungen.

## Ehrungen(Auswahl)
- 2002: Ashoka Fellow,  Ashoka Foundation
- 2004: Overall Social Innovations Award, Global Ideas Bank, UK
- 2007: Ramon-Magsaysay-Preis, Ramon Magsaysay Foundation of the Philippines
- 2007: Ehrendoktor der University of Nebraska, USA
- 2014: Jonathan B. Postel Service Award, Internet Society
- 2014: Aufnahme in die Internet Hall of Fame